# Martin Erasmus
Martin Erasmus (ur. 28 marca 1995) – południowoafrykański zapaśnik walczący w stylu wolnym. Piąty na igrzyskach afrykańskich w 2015. Mistrz Afryki w 2018, a drugi w 2015, 2016, 2017 i 2020. Triumfator igrzysk wspólnoty narodów w 2018. Brązowy medalista mistrzostw Wspólnoty Narodów w 2017 roku.